# Bruno Amione
Bruno Amione, né le 3 janvier 2002 à Ceres, Santa Fe en Argentine, est un footballeur argentin qui évolue au poste de défenseur central à Santos Laguna.

## Biographie

### CA Belgrano
Bruno Amione est formé au CA Belgrano, en Argentine. Il joue son premier match en professionnel le 29 septembre 2019, alors que son club évolue en deuxième division, lors d'une rencontre de championnat face à l'Independiente Rivadavia. Il est titulaire ce jour-là, et les deux équipes font match nul (2-2).
Il est très vite vu comme l'un des joueurs les plus prometteurs de sa génération, attisant l'intérêt de plusieurs clubs européens. En octobre 2019, le quotidien The Guardian le place dans une liste des 60 meilleurs jeunes talents nés en 2002.

### Hellas Vérone
Le 2 octobre 2020 est annoncé le transfert de Bruno Amione à l'Hellas Vérone, pour un contrat courant jusqu'à l'été 2025. Il joue son premier match pour l'Hellas le 28 octobre 2020, lors d'une rencontre de coupe d'Italie face au Venise FC. Il entre en jeu à la place de Kevin Rüegg et son équipe s'impose après une séance de tirs au but.

### Prêts
Le 30 août 2021 il est prêté à la Reggina 1914 pour une saison.
Le 1er septembre 2022, Bruno Amione est prêté pour une saison à la Sampdoria de Gênes. Le club dispose d'une option d'achat pour le joueur.
Il inscrit son premier but en professionnel avec la Sampdoria, le 22 avril 2023, contre la Spezia Calcio, en championnat. Titulaire, il ouvre le score, mais les deux équipes se neutralisent (1-1 score final).

### Santos Laguna
Le 1er février 2024, Bruno Amione prend la direction du Mexique afin de s'engager en faveur du Santos Laguna. 

### En sélection
Avec les moins de 17 ans, il participe au championnat sud-américain moins de 17 ans en 2019. Lors de cette compétition organisée au Pérou, il joue cinq matchs. Il ne participe pas aux trois dernières rencontres en raison d'une fracture du métatarse. Il s'illustre tout de même en inscrivant deux buts, contre le Paraguay le 27 mars (2-2), puis contre le Brésil le 31 mars (victoire 0-3 des Argentins). Avec un total de cinq victoires, deux nuls et deux défaites, l'Argentine remporte le tournoi.

## Palmarès
- Vainqueur du championnat de la CONMEBOL des moins de 15 ans en 2017 avec l'équipe d'Argentine des moins de 15 ans
- Vainqueur du championnat de la CONMEBOL des moins de 17 ans en 2019 avec l'équipe d'Argentine des moins de 17 ans